# Diocesi di Almería

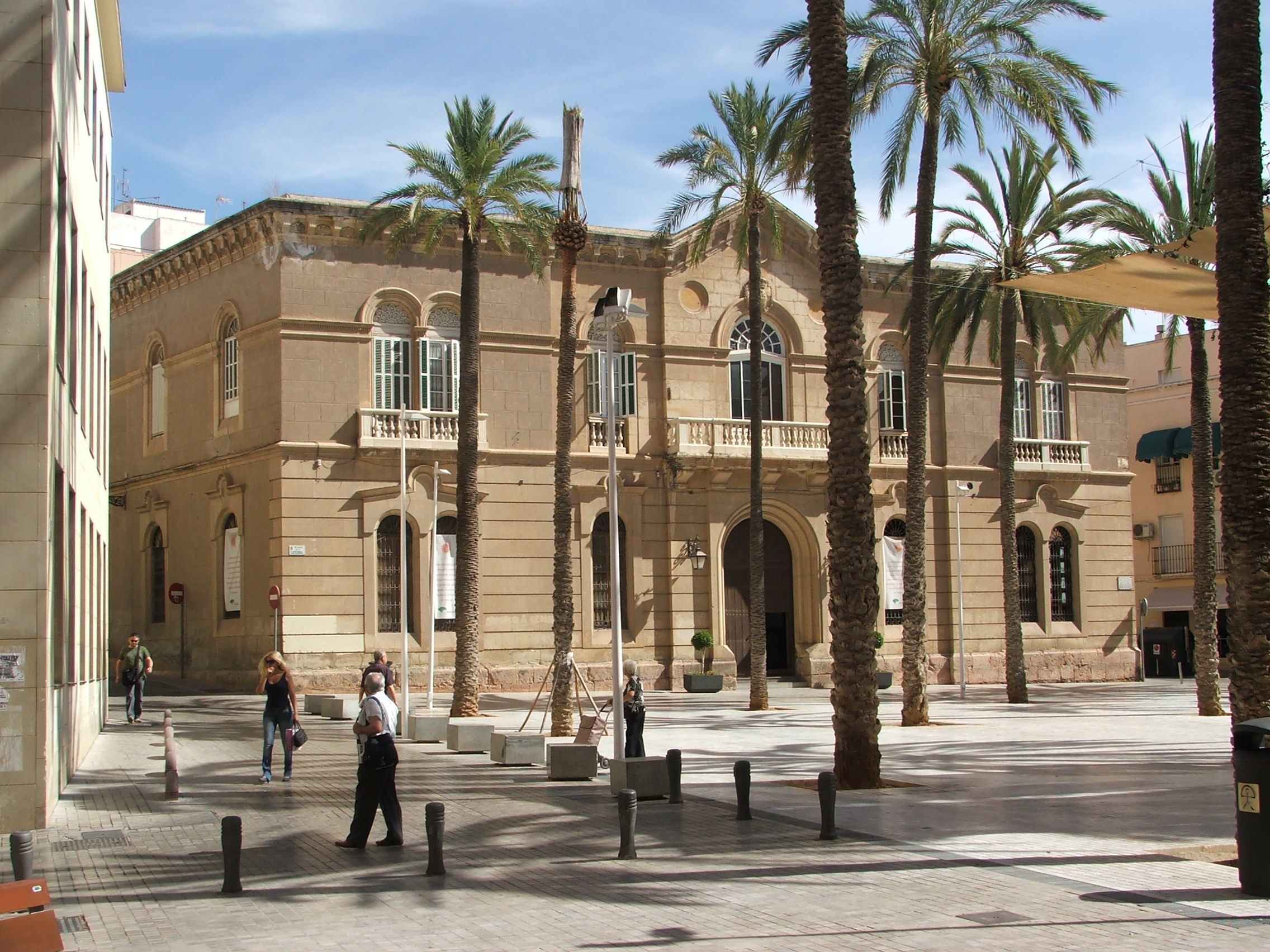
Il palazzo episcopale di Almería, fatto costruito dal vescovo Santos Zárate y Martínez e inaugurato nel 1896.

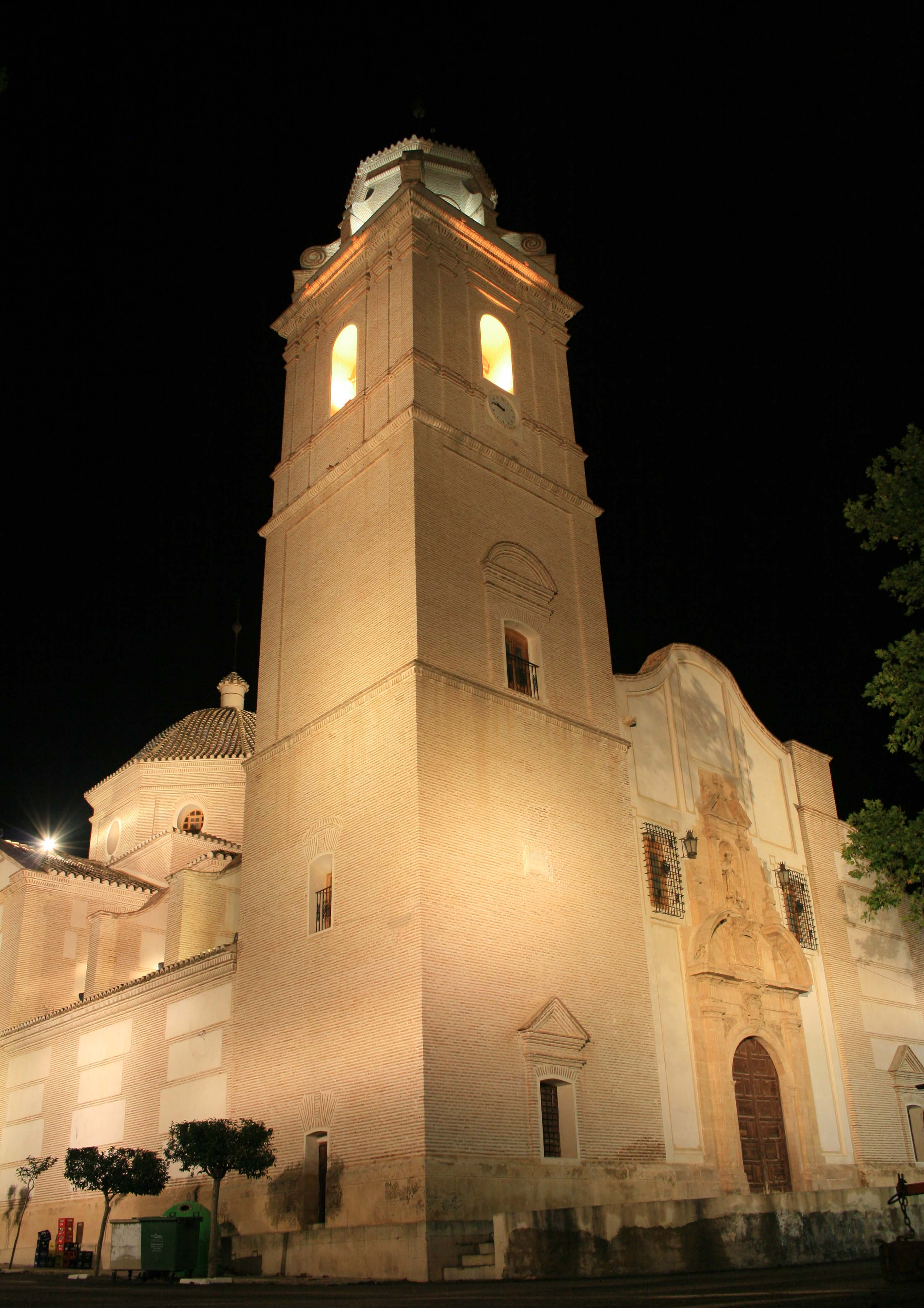
La basilica minore di Nostra Signora della Mercede (Nuestra Señora de las Mercedes) di Oria, costruita tra il 1767 e il 1779.

La diocesi di Almería (in latino Dioecesis Almeriensis) è una sede della Chiesa cattolica in Spagna suffraganea dell'arcidiocesi di Granada. Nel 2022 contava 630.000 battezzati su 731.792 abitanti. È retta dal vescovo Antonio Gómez Cantero.

## Territorio
La diocesi comprende la provincia di Almería.
Sede vescovile è la città di Almería, dove si trova la cattedrale dell'Incarnazione. A Oria sorge la basilica minore di Nostra Signora della Mercede.
Il territorio si estende su 8.774 km² ed è suddiviso in 216 parrocchie.

## Storia
In epoca antica il territorio dell'attuale diocesi di Almería era soggetto alla diocesi di Urci, che fu probabilmente eretta in epoca romana. La tradizione riferisce che evangelizzatore della regione, fondatore della diocesi e primo vescovo sarebbe sant'Indalizio, uno dei sette missionari (viri apostolici) inviati da san Pietro ad annunciare la fede cristiana nell'Hispania romana.
Si tramandano i nomi di alcuni vescovi del VI e VII secolo durante l'epoca visigotica. Il primo documentato storicamente è Cantonio, che prese parte al concilio di Elvira tra III e IV secolo; gli altri vescovi di questo periodo presero parte ai concili nazionali visigoti di Toledo. In seguito, dopo la conquista araba della penisola, si conosce il vescovo Genesio (862 e Ya'qub bin Mahran  (941).
Urci, che nel frattempo aveva preso il nome di Almería, fu riconquistata provvisoriamente dagli spagnoli nel 1147; la popolazione della città e delle campagne circostanti tuttavia rimase fondamentalmente di religione musulmana; tra questa operò il vescovo missionario Domingo, noto nel 1147 e nel 1157. Forse già dal XIII secolo e per tutto il XV secolo il titolo episcopale di Almería fu concesso ad alcuni vescovi, ma senza riuscire a ristabilire la diocesi.
Solo in seguito alla Reconquista e alla caduta del sultanato di Granada, la diocesi di Almería fu eretta il 21 maggio 1492.
All'inizio del XVI secolo la diocesi era ancora popolata da musulmani, specialmente nelle campagne. Nel 1500, dopo una rivolta, molti preferirono il battesimo all'esilio e divennero cristianos nuevos. Nel 1568 vi fu una nuova rivolta, al termine della quale i cristianos nuevos furono espulsi e i loro beni confiscati. La diocesi fu in seguito ripopolata con cristianos viejos.
Il 16 giugno 1610 fu istituito il seminario diocesano, originariamente dedicato a sant'Indalizio, protovescovo di Urci. Nel 1635 il vescovo Antonio González Acevedo celebrò un sinodo per l'applicazione dei decreti del concilio di Trento; fu l'ultimo sinodo diocesano prima del 1929.
Il XIX secolo fu travagliato dal passaggio storico dalla monarchia assoluta allo stato liberale, che fu fonte di nuove preoccupazioni per i vescovi di Almería. Nella prima metà del secolo vi fu una lunga sede vacante e la diocesi fu colpita dalle politiche di desamortización che consistevano nell'incameramento dei beni degli ordini religiosi. Nella seconda metà del secolo la diocesi reagì espandendo gli istituti di istruzione, ampliando il seminario, diffondendo la stampa cattolica e propagandando il catechismo. Verso la fine del secolo sorgono anche un circolo operaio e un seminario popolare. Memorabile fu la partecipazione di Almería al pellegrinaggio operaio a Roma nel 1894.
Durante la guerra civile spagnola, molti preti, religiosi e laici furono uccisi per mano dei repubblicani, tra cui anche il vescovo Diego Ventaja Milán, beatificato da papa Giovanni Paolo II nel 1993. Per José María Álvarez Benavides de La Torre, decano del capitolo della cattedrale di Almería, e i suoi 116 compagni è in corso la causa di beatificazione.
Nel 1953 fu inaugurato il nuovo edificio del seminario diocesano.
Il 12 gennaio 1953 si ampliò con 18 parrocchie appartenute all'arcidiocesi di Granada.
Nel 1957, facendo seguito al concordato del 1953 che stabiliva di far coincidere i limiti delle diocesi con quelli delle province civili, la diocesi di Almería acquisì un arcipresbiterato dalla diocesi di Cartagena, due dall'arcidiocesi di Granada, e sei parrocchie dalla diocesi di Guadix.

## Cronotassi dei vescovi
Si omettono i periodi di sede vacante non superiori ai 2 anni o non storicamente accertati.

### Vescovi di Urci
- Sant'Indalizio † (I secolo)
- Santiago ? †
- Cantonio † (menzionato nel concilio di Elvira)
- Pedro de Abdera † (menzionato nel 589)
- Marcello I † (prima del 633 - dopo il 636)
- Marcello II (?) † (prima del 653 - dopo il 656)[3]
- Palmazio † (prima del 675 - dopo il 684)
- Avito † (prima del 688 - dopo il 693)
- Genesio † (menzionato nell'862)
- Ya'qub bin Mahran † (menzionato nel 941)
- Domingo † (prima del 1147 - dopo il 1157)

### Vescovi di Almería
- Diego o Santiago Ponthu † (? deceduto)
- Pedro de Écija, O.P. † (18 febbraio 1434 - 1440 ? deceduto)
- Fernando de Aguilar, O.P. † (24 gennaio 1444 - ?)
- Alfonso Pernas, O.F.M. † (16 ottobre 1447 - 7 aprile 1449 nominato vescovo titolare del Marocco)
- Bartolomé de Soria † (? deceduto)
- Juan de Ortega † (21 maggio 1490 - 1515 deceduto)[4]
- Francisco Sosa † (1º giugno 1515 - 1º luglio 1520 deceduto)
- Juan González Meneses † (17 settembre 1520 - 25 giugno 1521 deceduto)
- Diego Fernández de Villalán, O.F.M. † (17 luglio 1523 - 7 luglio 1556 deceduto)
- Antonio Corrionero de Babilafuente † (10 dicembre 1557 - 13 maggio 1570 deceduto)
- Francisco Briceño † (5 marzo 1571 - 30 luglio 1571 deceduto)
- Diego González † (9 giugno 1572 - 11 gennaio 1587 deceduto)
- Juan García † (17 agosto 1597 - 31 dicembre 1601 deceduto)
- Juan Portocarrero, O.F.M. † (26 agosto 1602 - 8 marzo 1631 deceduto)
- Antonio Viedma Chaves, O.P. † (8 marzo 1631 succeduto - 9 giugno 1631 deceduto)
  - Martin Garcia de Zericeros † (2 agosto 1632 - 1632 deceduto) (vescovo eletto)
  - Bartolomé Santos de Risoba † (6 giugno 1633 - 26 settembre 1633 nominato vescovo di León) (vescovo eletto)
- Antonio González Acevedo † (19 dicembre 1633 - 5 ottobre 1637 nominato vescovo di Coria)
- José Valle de la Cerda, O.S.B. † (19 novembre 1637 - 17 dicembre 1640 nominato vescovo di Badajoz)
- José Argáiz Pérez † (1º luglio 1641 - 4 dicembre 1645 nominato vescovo di Avila)
- Luis Venegas Figueroa † (5 febbraio 1646 - 30 maggio 1651 deceduto)
- Alonso de San Vítores y Fransarcén, O.S.B. † (28 ottobre 1651 - 1º settembre 1653 nominato vescovo di Orense)
- Enrique de Peralta y Cárdenas † (26 gennaio 1654 - 13 gennaio 1659 nominato vescovo di Palencia)
- Alonso Pérez de Humanares, O.Cist. † (9 giugno 1659 - 12 febbraio 1663 nominato vescovo di Cadice)
- Rodrigo de Mandía y de Parga † (9 aprile 1663 - 12 dicembre 1672 nominato vescovo di Astorga)
- Francisco Antonio Sarmiento de Luna Enríquez, O.S.A. † (25 settembre 1673 - 27 maggio 1675 nominato vescovo di Coria)
- Antonio Ibarra † (15 luglio 1675 - 18 novembre 1680 nominato vescovo di Cadice)
- Juan Grande Santos de San Pedro † (13 gennaio 1681 - 15 novembre 1683 nominato vescovo di Pamplona)
- Andrés de la Moneda Cañas y Silva, O.S.B. † (20 dicembre 1683 - 13 marzo 1687 deceduto)
- Domingo de Urueta y Ceciaga † (10 novembre 1687 - 4 marzo 1701 deceduto)
- Juan Leyva † (8 agosto 1701 - 15 marzo 1704 deceduto)
- Juan Bonilla Vargas, O.SS.T. † (15 dicembre 1704 - 11 aprile 1707 nominato vescovo di Cordova)
- Manuel de Santo Tomás Mendoza † (1º agosto 1707 - 11 dicembre 1713 nominato vescovo di Malaga)
- Jerónimo del Valle Ledesma † (21 marzo 1714 - 12 novembre 1722 deceduto)
- José Pereto Ricarte, O. de M. † (12 aprile 1723 - 28 marzo 1730 deceduto)
- José María Ibáñez † (22 novembre 1730 - 8 gennaio 1734 deceduto)
- Diego Felipe Perea Magdaleno † (17 gennaio 1735 - 29 maggio 1741 nominato arcivescovo di Burgos)
- Gaspar Molina Rocha, O.S.A. † (29 maggio 1741 - 4 dicembre 1760 deceduto)[5]
- Claudio Sanz Torres y Ruiz de Castañedo † (13 luglio 1761 - luglio 1779 deceduto)
- Anselmo Rodríguez, O.S.B. † (18 settembre 1780 - 14 gennaio 1798 deceduto)
- Juan Antonio de la Virgen María y Viana, O.C.D. † (14 agosto 1798 - 28 gennaio 1800 deceduto)
- Francisco Javier Mier Campillo † (24 maggio 1802 - 16 dicembre 1815 dimesso)
- Antonio Pérez Minayo † (16 marzo 1818 - 29 agosto 1833 deceduto)
  - Sede vacante (1833-1847)
- Anacleto Meoro Sánchez † (17 dicembre 1847 - 2 gennaio 1864 deceduto)
- Andrés Rosales Muñoz † (22 settembre 1864 - 10 ottobre 1872 deceduto)
- José María Orberá y Carrión † (23 settembre 1875 - 23 novembre 1886 deceduto)
- Santos Zárate y Martínez † (17 marzo 1887 - 7 agosto 1906 deceduto)
- Vicente Casanova y Marzol † (19 dicembre 1907 - 7 marzo 1921 nominato arcivescovo di Granada)
- Bernardo Martínez y Noval, O.S.A. † (18 luglio 1921 - 25 luglio 1934 deceduto)[6]
- Beato Diego Ventaja Milán † (1º maggio 1935 - 30 agosto 1936 deceduto)
  - Sede vacante (1936-1943)
- Enrique Delgado y Gómez † (10 giugno 1943 - 26 ottobre 1946 nominato vescovo di Pamplona)
- Alfonso Ródenas García † (24 aprile 1947 - 7 novembre 1965 deceduto)
- Ángel Suquía Goicoechea (17 maggio 1966 - 28 novembre 1969 nominato vescovo di Malaga)
- Manuel Casares Hervás † (6 aprile 1970 - 12 maggio 1989 dimesso)
- Rosendo Álvarez Gastón † (12 maggio 1989 - 15 aprile 2002 ritirato)
- Adolfo González Montes (15 aprile 2002 - 30 novembre 2021 ritirato)
- Antonio Gómez Cantero, succeduto il 30 novembre 2021

## Statistiche
La diocesi nel 2022 su una popolazione di 731.792 persone contava 630.000 battezzati, corrispondenti all'86,1% del totale.
| anno | popolazione | popolazione | popolazione | presbiteri | presbiteri | presbiteri | presbiteri                | diaconi | religiosi | religiosi | parrocchie |
| anno | battezzati  | totale      | %           | numero     | secolari   | regolari   | battezzati per presbitero | diaconi | uomini    | donne     | parrocchie |
| ---- | ----------- | ----------- | ----------- | ---------- | ---------- | ---------- | ------------------------- | ------- | --------- | --------- | ---------- |
| 1959 | 402.910     | 403.910     | 99,8        | 190        | 176        | 14         | 2.120                     |         | 47        | 239       | 170        |
| 1970 | 386.003     | 397.303     | 97,2        | 208        | 187        | 21         | 1.855                     |         | 48        | 524       | 176        |
| 1980 | 386.152     | 388.482     | 99,4        | 182        | 157        | 25         | 2.121                     |         | 43        | 554       | 214        |
| 1990 | 456.000     | 458.000     | 99,6        | 170        | 135        | 35         | 2.682                     |         | 56        | 593       | 216        |
| 1999 | 512.901     | 528.901     | 97,0        | 169        | 134        | 35         | 3.034                     |         | 56        | 464       | 218        |
| 2000 | 504.700     | 534.200     | 94,5        | 174        | 138        | 36         | 2.900                     |         | 59        | 447       | 220        |
| 2001 | 482.843     | 512.843     | 94,2        | 168        | 133        | 35         | 2.874                     |         | 56        | 416       | 222        |
| 2002 | 491.168     | 533.168     | 92,1        | 168        | 133        | 35         | 2.923                     |         | 55        | 443       | 223        |
| 2003 | 501.801     | 546.498     | 91,8        | 169        | 133        | 36         | 2.969                     |         | 54        | 433       | 223        |
| 2004 | 519.503     | 565.310     | 91,9        | 177        | 138        | 39         | 2.935                     |         | 57        | 411       | 220        |
| 2006 | 531.000     | 581.200     | 91,4        | 165        | 128        | 37         | 3.218                     |         | 55        | 425       | 211        |
| 2012 | 604.424     | 702.819     | 86,0        | 164        | 136        | 28         | 3.685                     | 4       | 40        | 299       | 213        |
| 2015 | 603.452     | 701.688     | 86,0        | 155        | 134        | 21         | 3.893                     | 5       | 32        | 281       | 215        |
| 2018 | 607.800     | 706.672     | 86,0        | 141        | 124        | 17         | 4.310                     | 4       | 29        | 262       | 215        |
| 2020 | 616.465     | 716.820     | 86,0        | 149        | 124        | 25         | 4.137                     | 4       | 32        | 218       | 215        |
| 2022 | 630.000     | 731.792     | 86,1        | 138        | 117        | 21         | 4.565                     | 6       | 31        | 216       | 216        |